# 右京大夫 (小惑星)
右京大夫（うきょうのだいぶ、5565 Ukyounodaibu）は、小惑星帯にある小惑星である。
1991年11月、浦田武と名取亮が、静岡県清水市（現静岡市清水区）日本平にあった天体観測施設「ヤキイモ・ステーション」で発見した。

## 命名
名称は、平安時代末期の歌人である建礼門院右京大夫にちなむ。建礼門院右京大夫は、高倉天皇の中宮である建礼門院に仕えた女官で、平家の平資盛と恋愛関係にあった。この命名を提案したのはA.Satoである。
浦田は多くの小惑星に『平家物語』に登場する平安時代末期（保元・平治の乱から源平合戦にかけて）の歴史人物の名を付けている。建礼門院右京大夫が仕えた(5242) 建礼門院も小惑星に命名されている。